# Fabien Claude
Fabien Claude (Épinal, 22 december 1994) is een Frans biatleet. Hij vertegenwoordigde zijn land op de Olympische Winterspelen 2022 in Peking, waar hij zilver behaalde in de 4×7,5 km estafette. Hij is de broer van biatleten Florent Claude die voor België uitkomt en Emilien Claude.

## Carrière
In 2013 won Claude op de jeugd wereldkampioenschappen biatlon in Obertilliach goud op de sprint en brons met het nationale team op de estafette. Op het junioren WK in 2014 in Presque Isle goud op de achtervolging en zilver op de estafette. Op 30 januari 2015 werd Claude Europees kampioen op de 10 km sprint in Otepää, hij veroverde er ook een zilveren medaille in de estafette met de Franse ploeg. 
Claude maakte zijn wereldbekerdebuut op de 10 km sprint in Ruhpolding op 13 januari 2016 waar hij een 96ste plaats behaalde. Verder kwam hij niet meer aan de bak in de wereldbeker in het seizoen 2015/2016. Zij eerste wereldbeker punten haalde hij  op 3 december 2016 op de sprint van Östersund met een 39ste plaats.
Hij nam voor de eerste keer deel aan de wereldkampioenschappen in 2017 waar hij individueel een 25e plaats bereikte. Op 15 december haalde hij als deel van de Franse estafette ploeg voor de eerste keer een wereldbeker podium, samen met Antonin Guigonnat, Émilien Jacquelin en Quentin Fillon Maillet werd hij derde in de 4×7,5 km estafette in Hochfilzen. Ongeveer een maand later boekte Claude zijn eerste individuele podium met een derde plaats in de 20 km individueel in Pokljuka op 23 januari 2020. Hij nam in 2020 pas voor een tweede maal deel en eindigde 19e individueel. Hij eindigde het seizoen 2019/2020 als 19de in de wereldbeker en als 5de in de disciplinecup voor de individuele wedstrijd. 
Op 15 januari 2021 won hij in Oberhof voor het eerst een team-event op wereldbeker niveau samen met Simon Desthieux, Émilien Jacquelin en Quentin Fillon Maillet won hij de 4×7,5 km estafette. In 2021 nam hij voor de derde keer deel aan de wereldkampioenschappen biatlon, in Pokljuka werd hij 40ste op de 20 km individueel en op de 10 km sprint en wist op de 12 km achtervolging 11e te worden.
In 2022 nam hij voor de eerste maal deel aan de Olympische Winterspelen waar hij een zilveren medaille won met de Franse estafetteploeg, met naast hem Simon Desthieux, Émilien Jacquelin en Quentin Fillon Maillet op de 4×7,5 km estafette. Verder werd hij negende in de 20 km individueel, 21e in de 10 km  sprint, 16e in de 12,5 km achtervolging en 26e in de 15 km massastart.
Op de Wereldkampioenschappen biatlon 2023 in Oberhof won Claude zijn eerste wereldtitel, samen met Antonin Guigonnat, Émilien Jacquelin en Quentin Fillon Maillet won hij de estafette, daardoor ontnam het Franse team Johannes Thingnes Bø de kans om goud te winnen op alle onderdelen op eenzelfde WK. Claude eindigde het seizoen 2022/2023 met een 10de plaat in de wereldbeker eindstand, en een 5de plaats in de disciplinecup voor de achtervolging.  

## Resultaten

### Olympische Winterspelen
| Jaar | Plaats | Onderdeel   | Onderdeel | Onderdeel     | Onderdeel  | Onderdeel | Onderdeel          |
| Jaar | Plaats | Individueel | Sprint    | Achtervolging | Massastart | Estafette | Gemengde estafette |
| ---- | ------ | ----------- | --------- | ------------- | ---------- | --------- | ------------------ |
| 2022 | Peking | 9e          | 21e       | 16e           | 26e        | ↑         | –                  |

### Wereldkampioenschappen
| Jaar | Plaats     | Onderdeel   | Onderdeel | Onderdeel     | Onderdeel  | Onderdeel | Onderdeel          | Onderdeel                 | Onderdeel |
| Jaar | Plaats     | Individueel | Sprint    | Achtervolging | Massastart | Estafette | Gemengde estafette | Single gemengde estafette |           |
| ---- | ---------- | ----------- | --------- | ------------- | ---------- | --------- | ------------------ | ------------------------- | --------- |
| 2017 | Hochfilzen | 25e         | –         | –             | –          | –         | –                  |                           |           |
| 2020 | Antholz    | 19e         | –         | –             | –          | –         | –                  | –                         |           |
| 2021 | Pokljuka   | 40e         | 40e       | 11e           | –          | –         | –                  | –                         |           |
| 2023 | Oberhof    | 37e         | 16e       | 21e           | 8e         | Goud      |                    | 5e                        |           |

### Wereldbeker
Eindklasseringen
| Seizoen   | Algemeen | Individueel | Sprint | Achtervolging | Massastart |
| --------- | -------- | ----------- | ------ | ------------- | ---------- |
| 2015/2016 | –        | –           | –      | –             | –          |
| 2016/2017 | 55e      | 44e         | 92e    | 47e           | –          |
| 2017/2018 | 85e      | –           | 78e    | 78e           | –          |
| 2018/2019 | 47e      | –           | 44e    | 46e           | 34e        |
| 2019/2020 | 19e      | 5e          | 23e    | 14e           | 29e        |
| 2020/2021 | 19e      | –           | 17e    | 8e            | 23e        |
| 2021/2022 | 14e      | 5e          | 26e    | 17e           | 18e        |
| 2022/2023 | 10e      | 17e         | 12e    | 5e            | 6e         |

Wereldbekerzeges
| Nr.       | Datum           | Plaats               | Onderdeel          |
| Estafette | Estafette       | Estafette            | Estafette          |
| --------- | --------------- | -------------------- | ------------------ |
| 1.        | 15 januari 2021 | Oberhof              | 4×7,5 km estafette |
| 2.        | 8 januari 2023  | Pokljuka             | Gemengde estafette |
| 3.        | 5 maart 2023    | Nové Město na Moravě | Gemengde estafette |